# Kilian Saum
Kilian Saum (* 23. März 1958 in St. Peter, Schwarzwald als Helmut Manfred Saum) war zunächst Benediktinermönch der Erzabtei Sankt Ottilien in Oberbayern, er ist Heilpraktiker und Sachbuchautor. Er lebt und arbeitet seit einigen Jahren nicht mehr im Kloster, sondern ist heute Pfarradministrator an der ehemaligen niederbayerischen Klosterkirche Oberalteich. 

## Biographie
Saum erlernte zunächst einen kaufmännischen Beruf und absolvierte danach ein Praktikum im Krankenhaus Oberkirch. Im Alter von 17 Jahren entschied er sich für ein Leben im Dienste der Kranken.
Von 1993 bis 2003 war Kilian Saum Leiter der Kranken- und Pflegeabteilung seines Klosters. Dort kümmerte er  sich u. a. um die Pflege und die medizinische Betreuung seiner Mitbrüder. 
Er begann zusätzlich eine Ausbildung zum Heilpraktiker und Physiotherapeuten und veröffentlichte mehrere Bücher über Klosterheilkunde genannte naturheilkundliche Verfahren. 